# Muhamed Subašić
Muhamed Subašić (Ključ, 19 marzo 1988) è un calciatore bosniaco, difensore del Simbach.